# Pierre Probst
Pierre Probst (nacido en 1913 en Mulhouse y falleció el 12 de abril de 2007 en Suresnes), fue un dibujante francés, sobre todo conocido como el creador del personaje de Caroline, heroína de libros para niños.
Estudió en la "École des Beaux-Arts" (Escuela de Bellas Artes) de Mulhouse. Hizo muchos trabajos relacionados con la pintura y foto-corrector de dibujo.
Los 43 álbumes de Caroline, una niña de 7 años que vive con animales, se vendieron a nivel de 38 millones de copias desde la creación de la serie en 1953. También fue el creador, entre 1966 y 1970, de los siete libros de Fanfan, protagonizados por el joven homónimo, apasionado por la naturaleza.